# サンノプコ
サンノプコは、京都府京都市に本社を置く三洋化成工業株式会社直系の化学メーカーである。

## 概要
化学薬品を製造する会社である。泡を破壊する破泡剤や、塗料、防カビ剤等を作っている。

## 沿革
- 1966年11月 - 三洋化成工業株式会社とノプコの折半出資により誕生した。
- 1967年8月 - 大阪事務所を開設。
- 1969年6月 - 東京事務所を開設。
- 1972年10月 - 名古屋工場が完成。
- 1987年1月 - 韓国にサンノプコ（コリア）株式会社を設立。
- 2003年8月 - 中国にサンノプコ（上海）有限公司（100％出資）を設立。

## 事務所
- 東京事務所

〒105-0003 東京都港区西新橋1丁目1番1号 日比谷フォートタワー24階
- 大阪事務所

〒541-0053 大阪市中央区本町1丁目8番12号 日本生命堺筋本町ビル
- 名古屋事業所

〒476-0005　愛知県東海市新宝町31-1
- サンノプコ（上海）有限公司

〒200031 上海市徐匯区肇嘉浜680号金鐘大厦503室